# Левченко Катерина Семенівна
Катери́на Семе́нівна Ле́вченко (27 березня 1920, Юрів, нині Бучанського району — 28 жовтня 1991) — український хімік, доктор наук.

## Життєпис
У 1937—1941 та 1944—1945 роках навчалася у Київському державному університеті імені Тараса Шевченка. У 1942—1943 роках в часі німецької окупації працювала у  поліклініці Макарова. 1944 — вчитель хімії в Макарівської школи.
1945—1948 — аспірант (науковий керівник А. І. Кіпріанов). У 1950 році захистила кандидатську дисертацію — «Вплив нейтральних розчинників на зафарбування органічних фарбуючих речовин», протягом 1951—1956 років — молодший, у 1956—1973 — старший науковий співробітник.
В 1966 році захищає докторську дисертацію — «Похідні іміносульфато-, іміно-сульфіно та іміносірчаної кислот й азотистих аналогів двоокису сірки». З 1973 року — завідувачка відділу хімії органічних сполук сірки АН УРСР, 1974 — професор.
Досліджувала в галузі органічних сполук сірки, розвивала новий напрямок — хімію іміноаналогів кисневих сполук сірки.
Заслужений діяч науки УРСР — 1982.
Автор понад 120 наукових робіт, 2 оглядів, 12 авторських свідоцтв, серед свідоцтв — «5,6,7-трихлор-3-феніл- 2Н-1,2,4-бензотіадіазиноксид-1, який має властивості регулятора росту рослин», 1980, разом з Борисенко Вірою Петрівною, Варшавським Борисом Яковичем, Варшавською Вірою Борисівною, Вороніною Валентиною Михайлівною, Юрієм Каганом, Карабановим Юрієм Вікторовичем, Ліптугою Миколою Івановичем, Мироном Лозинським, Леонідом Марковським, Петренком Володимиром Степановичем, Зоєю Пожар, Пшеничук Раїсою Федорівною, Світельським Михайлом Миколайовичем, Черепенко Тетяною Йосипівною та Юрієм Шермоловичем.
Підготувала 9 кандидатів та 1 доктора хімічних наук.